# Ngāruawāhia
Ngāruawāhia – miasto w Nowej Zelandii. Położone w północno-zachodniej części Wyspy Północnej, w regionie Waikato, 5022 mieszkańców. (dane szacunkowe – styczeń 2010).